# Лойко, Иван Александрович
Ива́н Алекса́ндрович Ло́йко (1892 — 1936) — русский военный лётчик, ас истребительной авиации Первой мировой войны. Участник «белого» движения.

## Биография
Из мещан Минского уезда Минской губернии, православного вероисповедания. Родился 24 января (5 февраля) 1892 года в деревне Рубилки Самохваловической волости Минского уезда в зажиточной семье, белорус.
После окончания начальной школы, в 1905 году поступил в Минское реальное училище и в 1911 году окончил его по специальности «механика».

### Служба в Русской императорской армии
На военную службу поступил 01.09.1913 юнкером Алексеевского военного училища (в Москве), которое, в связи с началом войны, окончил досрочно, к 1-му октября 1914 года, по 1-му разряду, с производством из портупей-юнкеров в подпоручики (ВП от 01.10.1914, стр.21; старшинство с 12.07.1914), с зачислением по армейской пехоте и с назначением в переменный состав 59-го пехотного запасного батальона, расквартированного в Воронеже.
24.11.1914 командирован в Севастополь, на учёбу в Севастопольскую военную авиационную школу.
16-20.04.1915, успешно окончив полный курс обучения в авиационной школе, сдал экзамен на диплом лётчика, также выполнил квалификационные условия на звание «военный лётчик».
Участник Первой мировой войны. 
С 27.04.1915 состоял на службе в 30-м корпусном авиационном отряде на должности военного лётчика; одновременно был зачислен в 64-й пехотный Казанский полк (из списков 59-го пехотного запасного батальона исключён 11.12.1915).
30-й корпусной авиаотряд был в распоряжении штаба 9-й Армии Юго-Западного фронта и действовал в Галиции. Лойко летал на аэроплане «Моран-Парасоль». Практически все вылеты сводились к корректированию артиллерийской стрельбы, воздушной разведке или бомбардировке противника.
07.07.1916 подпоручик Лойко был назначен командиром только что сформированного 9-го авиационного отряда истребителей 9-го авиационного дивизиона 9-й Армии (с конца 1916 года действовавшей в составе Румынского фронта). Летал на истребителе «Ньюпор-11». 26.10.1916 сбил первый самолёт противника. К концу войны сбил 8 самолётов противника (4 лично и 4 в группе).

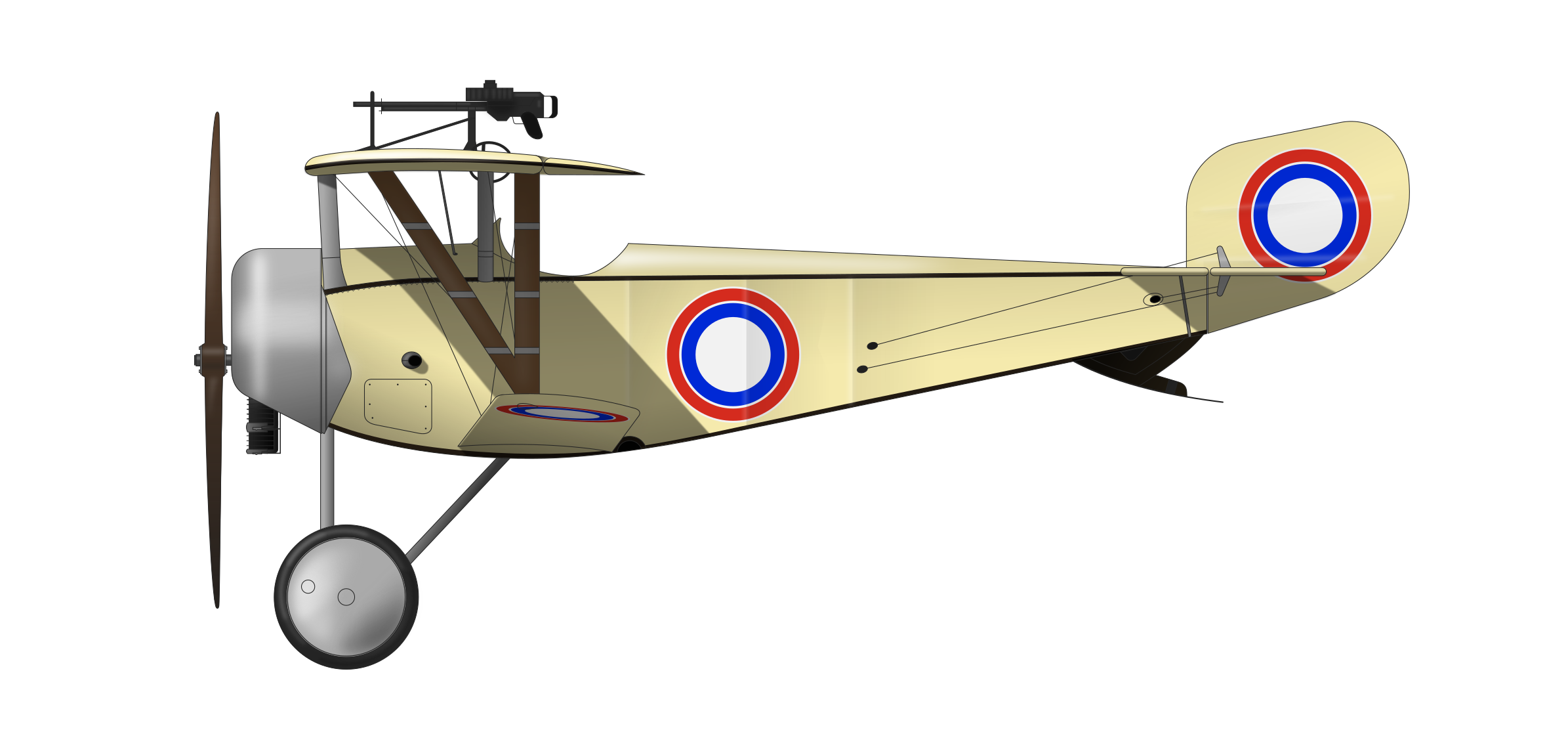
Модель истребителя Nieuport 11, на котором летал Лойко в 1916 году.

В аттестации за 1916 год командир 9-го авиационного дивизиона дал подпоручику Лойко следующую характеристику: 
Отличный офицер, превосходный лётчик, хороший командир отряда. Любим товарищами и служит личным примером беззаветной храбрости, воодушевляет подчинённых, умеет заставить их и служить, и летать.
В той же аттестации — мнение офицера, исполняющего должность генерал-квартирмейстера:
Вполне согласен с мнением командира дивизиона. Поручик Лойко храбр, энергичен, с большим сердцем и одушевлением. Блестящий офицер и отличный командир истребителей.
В сентябре 1917 года Иван Лойко был произведен из подпоручиков в поручики (со старшинством с 10.10.1915).

### Служба в украинской армии
После распада Российской империи все авиационные части Юго-Западного и Румынского фронтов были включены в состав Воздушного флота создаваемой армии Украинской народной республики.
В декабре 1917 Иван Лойко поступил на службу в украинскую армию. Служил сначала в авиационном дивизионе в Одессе, затем в Житомире, в 1-м Волынском авиационном дивизионе, — в чине значкового (поручика) на должности помощника командира дивизиона по технической части.
В августе 1918, участвуя в поставке с Украины на Дон, в состав Донской армии, военных самолётов (по негласной договорённости атамана Краснова с германским оккупационным командованием), дезертировал с украинской армии и остался на Дону.

### Служба в «белых» армиях
С октября 1918 в чине капитана служил в авиационных частях Донской армии. 04.05.1920 получил свой последний чин в Донской Казачьей Авиации Русской армии — чин полковника (приказ ГК ВСЮР №97 от 04.05.1920, со старшинством с 19.05.1919).
Был командиром 6-го авиационного отряда в Русской армии генерала Врангеля. Принимал активное участие в разгроме кавалерийского корпуса РККА — конной группы Жлобы — летом 1920 года.

### В эмиграции
В конце ноября 1920 года полковник Иван Лойко вместе с частями Русской армии эвакуировался из Крыма в Константинополь, оттуда, оставив свою воинскую часть, самостоятельно добрался до Нови-Сада (Королевство Сербов, Хорватов и Словенцев),  где в мае 1921 года был принят на работу в авиационную школу Королевских (сербских) ВВС вольнонаёмным пилотом-инструктором.

### Возвращение в СССР
После публикации в апреле 1923 года постановления ВЦИК об амнистии участников «белого» движения, Лойко решил возвратиться в СССР.
6 августа 1923 года, угнав самолёт «Бреге-14» сербских ВВС (на котором обучал курсантов школы), вместе с бывшим сослуживцем, военным лётчиком-эмигрантом Павлом Федотовиче Качаном, вылетел из Нови-Сада в направлении на Каменец-Подольский с целью приземлиться на территории СССР. Однако, потеряв ориентировку и израсходовав топливо, беглецы приземлились на территории Королевства Румыния и были арестованы румынскими пограничниками. Через два месяца арестованным было разрешено покинуть территорию Румынии, неофициально переправившись через пограничную реку Днестр в районе Тирасполя, а угнанный самолёт был возвращён румынами на авиабазу в Нови-Сад.
Оказавшись на территории СССР, Лойко и Качан были арестованы сотрудниками ГПУ. 25 ноября 1923 года дело в отношении арестованных военных лётчиков Ивана Лойко и Павла Качана было прекращено согласно действующей амнистии.

#### Служба в Красной армии
13 января 1924 года Лойко Иван Александрович поступил на службу в РККА СССР красвоенлётом.
Как ценный военспец, 29.05.1924 был назначен во 2-ю военную школу летчиков имени ОСОАВИАХИМА СССР в городе Борисоглебске на должность лётчика-инструктора 1-го разряда. Обучал курсантов лётному делу, занимался конструированием и строительством планеров. Жил на служебной квартире, женился, в браке родилась дочь Вероника.
В 1927 году краском Лойко был старшим руководителем учебной части 2-й Борисоглебской военной школы лётчиков, носил по две красные «шпалы» в петлицах, что соответствовало званию майора.

#### Арест и заключение
14.08.1929 года по доносу двоих курсантов краском Лойко был арестован, обвинён по статье 58 п.6 в шпионаже в пользу Румынии, и коллегией ОГПУ приговорён к 10 годам концлагерей. В 1929 году были репрессированы также Павел Качан и близкие родственники Ивана Лойко, проживавшие в Белоруссии.
До 1931 года Иван Лойко содержался в Бутырской тюрьме, а затем — на острове Вайгач, в составе экспедиции ОГПУ особого назначения, производившей на острове разведку и добычу полезных ископаемых. В 1934 году был отпущен на свободу (срок заключения сокращён за счёт трёхгодичного пребывания на Крайнем Севере).
С сентября 1934 года работал вольнонаёмным инженер-механиком транспортного отдела Вайгачского горно-рудного треста.
После 1936 года судьба Ивана Александровича Лойко неизвестна. 
По разным версиям, он погиб в апреле или в сентябре 1936 года (по одной из версий — скончался в посёлке Амдерма от крупозного воспаления легких).

## Награды
- Орден Святого Владимира 4-й степени с мечами и бантом (ВП от 22.08.1915)
- Орден Святой Анны 3-й степени с мечами и бантом (утв. ВП от 22.12.1915)
- Орден Святой Анны 4-й степени с надписью «За храбрость» (утв. ВП от 14.02.1916)
- Орден Святого Станислава 2-й степени с мечами (утв. ПАФ от 15.04.1917)
- Орден Святой Анны 2-й степени с мечами (1917, — предположительно)[источник не указан 1319 дней]
- румынский Орден Звезды Румынии (1917)[источник не указан 1319 дней]
- [12]